# Ulfewiesen bei Weiterode
Die Ulfewiesen bei Weiterode sind ein feuchtes Auengebiet im hessischen Landkreis Hersfeld-Rotenburg. Durch den Wiesengrund fließt die namengebende Ulfe, die nahe der Landesgrenze zu Thüringen aus dem Zusammenfluss zweier Quellbäche entsteht. In diesem Bereich wurde der ehemals begradigte Bach in Zusammenarbeit von ehren- und hauptamtlichem Naturschutz in den letzten Jahrzehnten naturnah umgestaltet. Die Renaturierungsarbeiten hatten zum Ziel, durch die Verlegung des Baches neue auentypische Lebensräume vorzubereiten. Die Ulfe mündet, wenige Kilometer von den Ulfewiesen entfernt, als rechter Zufluss in die Fulda. Ein weiteres Fließgewässer ist der aus nördlicher Richtung kommende Ibabach, der im westlichen Bereich der Wiesen in die Ulfe mündet.
Um die Eigenentwicklung des Bachlaufs der Ulfe mit ihren Zuflüssen zu fördern und die angrenzenden Auenbereiche als Lebensraum der hier vorkommenden seltenen Pflanzen- und Tierarten zu sichern, wurden die Ulfewiesen im Dezember 1995 zum Naturschutzgebiet erklärt.

## Geografische Lage
Das Schutzgebiet liegt im Landkreis Hersfeld-Rotenburg, zwischen dem Bebraer Stadtteil Weiterode und der Gemeinde Ronshausen. Die Landesstraße 3251 begrenzt im Norden und der Eisenbahndamm der Strecke von Bebra nach Eisenach im Süden und Südwesten den geschützten Bereich.
Naturräumlich werden die Ulfewiesen dem „Solztrottenwald“ im „Fulda-Werra-Bergland“ des „Osthessischen Berglands“ zugeordnet. Nach Westen geht der Bereich in die Teileinheit des „Bebraer Beckens“ über.

## Unterschutzstellung
Mit Verordnung des Regierungspräsidiums in Kassel vom 13. Dezember 1995 wurde das Feuchtwiesengebiet unter dem Namen „Ulfewiesen bei Weiterode“ zum Naturschutzgebiet erklärt. Mit der Unterschutzstellung sollte die Eigenentwicklung des Fließgewässersystems um den Bachlauf der Ulfe gefördert und die angrenzenden Auenbereiche als Lebensraum für gefährdete Tier und Pflanzenarten erhalten und weiter entwickelt werden. Über die Musterverordnung hinaus ist die extensive Grünlandnutzung in der bisherigen Art gestattet. Das Schutzgebiet besitzt eine Größe von 33,73 Hektar, hat die nationale Kennung 1632028 und den WDPA-Code 165983.

## Das Schutzgebiet

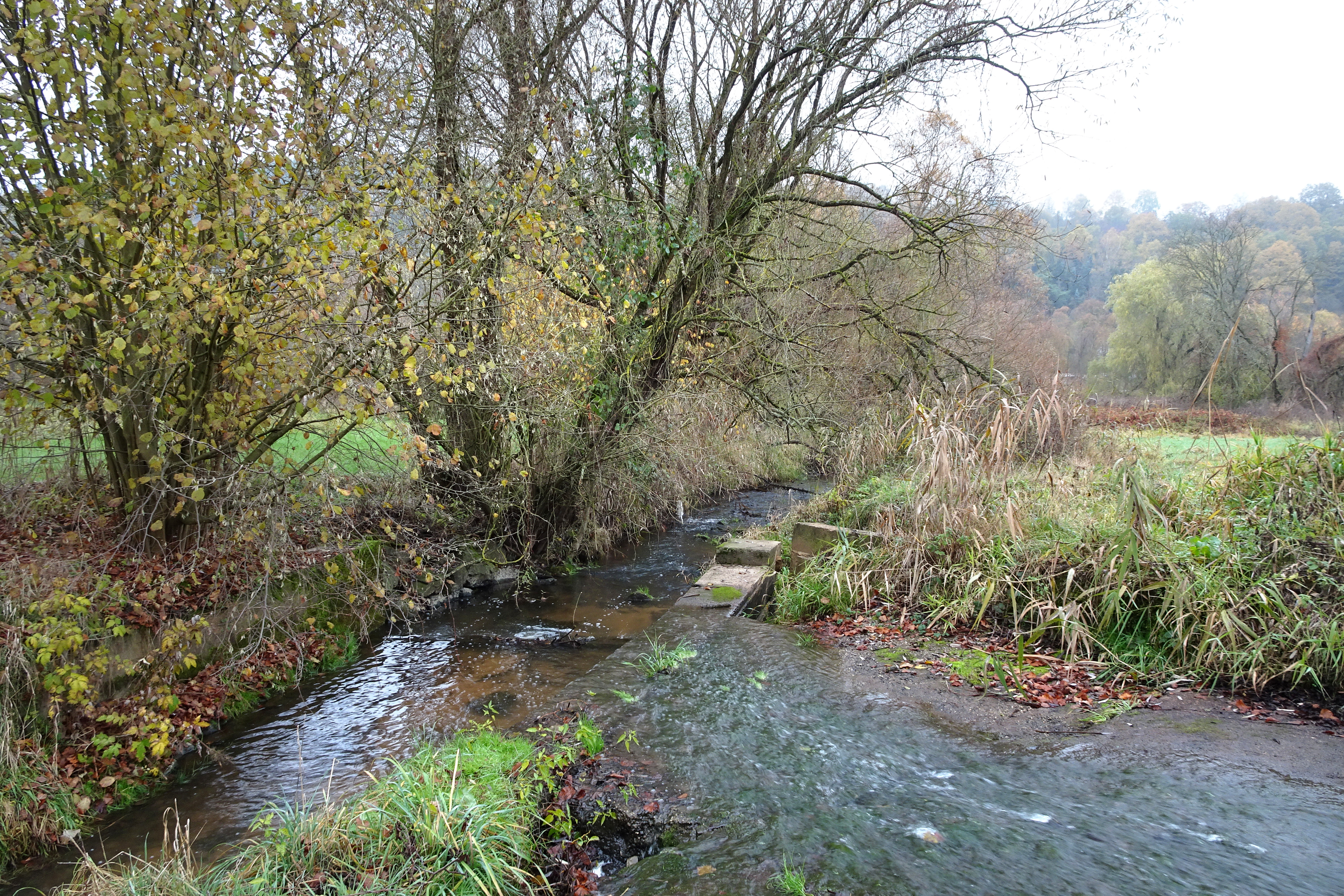
Der Bachlauf der Ulfe im Naturschutzgebiet.

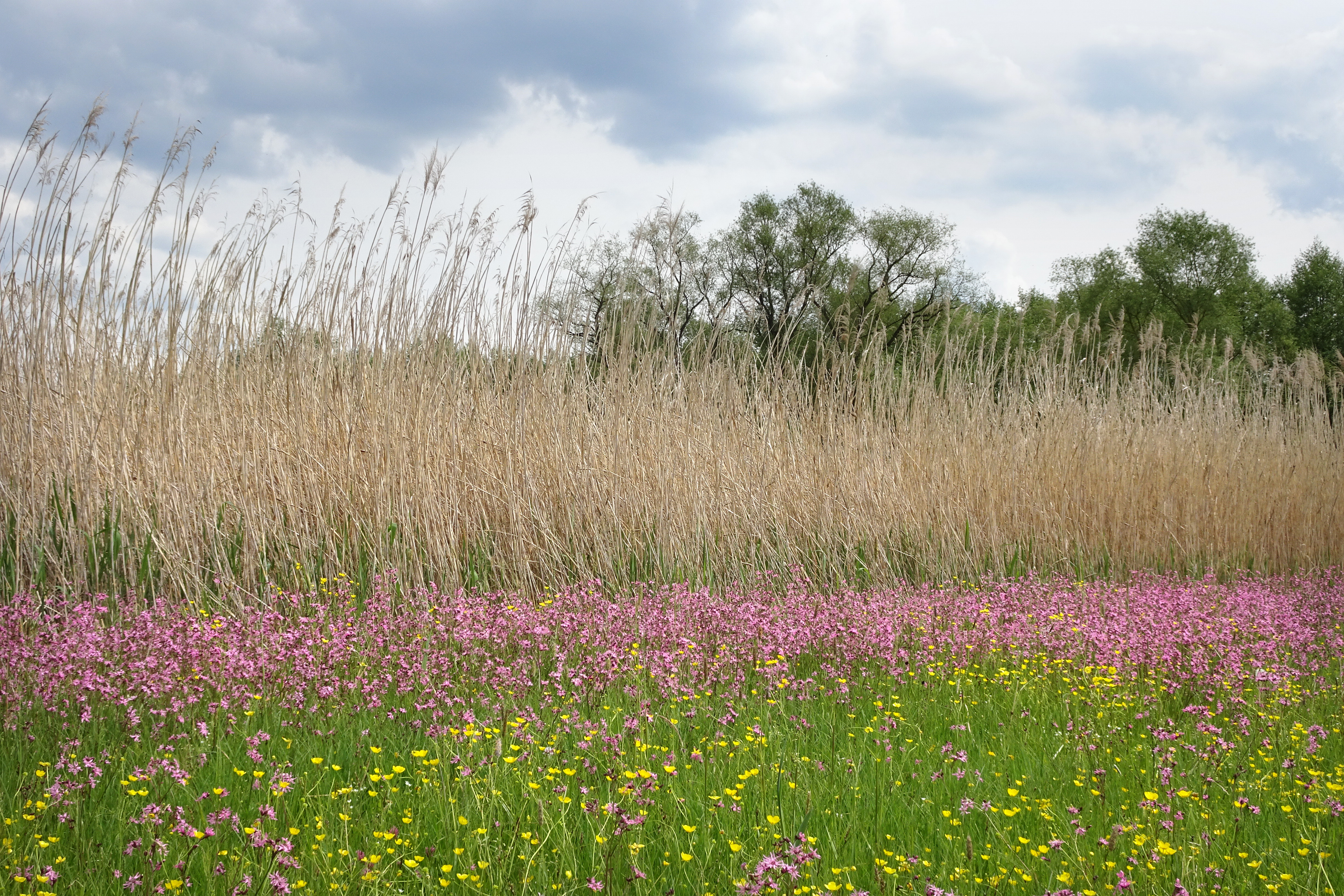
Im Mai prägen blühende Butterblumen und Kuckucks-Lichtnelken die Wiesen.

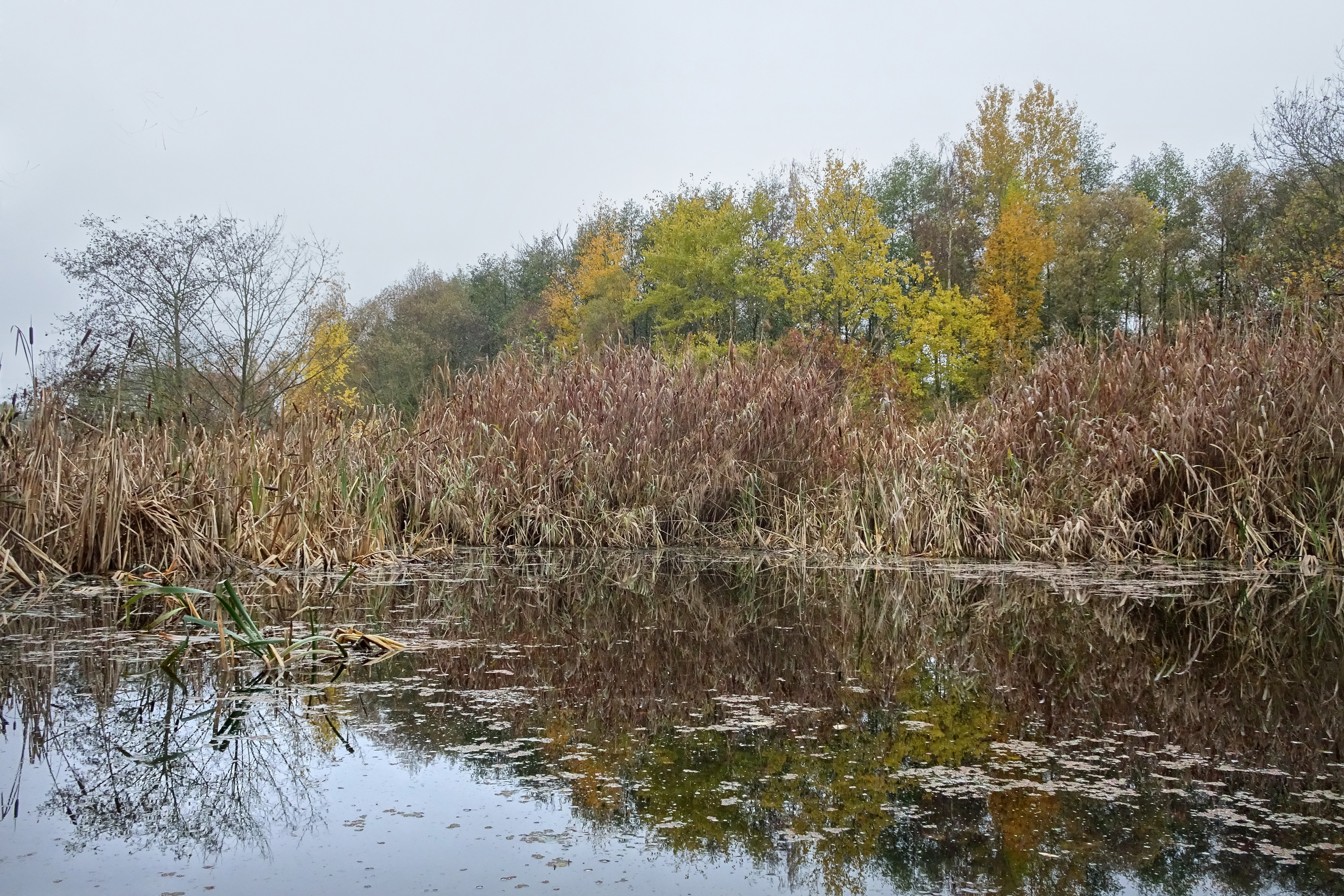
Weiher im südöstlichen Bereich des Schutzgebiets.

Das Naturschutzgebiet besteht aus einem Mosaik verschiedener, miteinander vernetzter Lebensräume. Brachflächen, Röhrichte, Hochstaudenfluren, Großseggenriede, kleine Weiher und Tümpel sind in den feuchten und nassen Bereichen vorhanden. Ferner kommen in der Wiesenaue ein Wäldchen, einzelne Baumgruppen und Gehölze vor. Das vorhandene Grünland wird zumeist extensiv bewirtschaftet. Eine Ackernutzung findet nur noch auf einer kleinen Fläche am westlichen Rand statt.
Die durch den Wiesengrund fließende Ulfe wurde in den 1990er Jahren von ehrenamtlichen Naturschützern der Hessischen Gesellschaft für Ornithologie und Naturschutz auf zwei Teilstrecken renaturiert. Als Ersatzmaßnahme, für Eingriffe in Natur und Landschaft durch den Neuausbau einer Eisenbahnstrecke, wurden in Zusammenarbeit mit der Bundesbahn der begradigte Bach jetzt mäanderförmig verlegt und das frühere Bachbett als Altarm belassen. Hilfreich war dabei der Grunderwerb durch den ehrenamtlichen Naturschutz.
In der Mitte der 2010er Jahre wurden bei weiteren Renaturierungsarbeiten in Richtung Ronshausen drei Bachschleifen und Tümpel sowie im unteren Bereich eine Flutmulde angelegt. Diese Veränderungen an der Ulfe gehörten zu einem Maßnahmenbündel, das die Siedlungsbereiche von Weiterode bei Hochwasser entlasten soll. Nach der Umgestaltung wurde das Gelände der Natur überlassen, damit der Bach sich eigendynamisch entwickeln kann. Inzwischen wird der Bachlauf der Ulfe von einem Auenwald gesäumt, in dem einzelne alte Bäume den früheren Uferbewuchs markieren.
In den neu angelegten kleinen Weihern und Tümpeln, in denen dauerhaft Wasser steht, haben sich mit Echtem Wasserschlauch, Froschbiss, Krebsschere, Gelber Teichrose und Wasserlinsen verschiedene Arten der Wasserpflanzengesellschaften entwickelt. Vorkommende seltene oder geschützte Pflanzenarten der Feucht- und Nasswiesen sind Rispen-, Schnabel- und Fuchs-Segge, Sumpf-Storchschnabel und Sumpf-Schwertlilie sowie die „Blumen der Jahre“ 1999 und 2007 Sumpfdotterblume und Bach-Nelkenwurz.
Das aus verschiedenen, relativ kleinen Lebensräumen zusammengesetzte Schutzgebiet bietet den Vögeln Brutstätten, Trittsteine und Nahrungsbiotope. In den Jahren von 1980 bis 2003 konnten in den Ulfewiesen rund einhundert Vogelarten nachgewiesen werden. Zu den häufigsten Brutvögeln gehörten Sumpfrohrsänger, Rohrammer, Wacholderdrossel und Teichrohrsänger. Regelmäßige Brutvögel waren auch Teichralle, Dorngrasmücke, Feldschwirl, Wasseramsel, Gelbspötter und Feldsperling. Unregelmäßig brüteten im Gebiet oder in der unmittelbaren Umgebung Grauspecht und Neuntöter. Zu weiteren Vogelarten, die gelegentlich in den Ulfewiesen brüteten, gehörten Zwergtaucher, Wasserralle, Klein- und Grünspecht, Schlagschwirl und Beutelmeise.
Als Nahrungsgäste wurden Schwarzstorch, Eisvogel, Rot- und Schwarzmilan gesehen. Eher seltene Durchzügler waren Weißstorch und Rohrweihe. Zu den nicht sehr häufigen Wintergästen gehörten Krickente, Waldschnepfe, Waldwasserläufer, Flussuferläufer, Braunkehlchen und Gartenrotschwanz. Anfang März 2003 rasteten auf den hohen, fast abgestorbenen Schwarzpappeln an der Ulfe fünf Kormorane. Sie waren der erste Nachweis dieser Art in den Bachauen der Region. In den Monaten März und April wurden größere Schwärme der Rotdrosseln auf dem Durchzug beobachtet. Zu dem Wintervogelbestand gehören rund dreißig Arten. In ihm ist der Erlenzeisig der häufigste Vogel. Größere Schwärme der Erlenzeisige halten sich gerne in den Erlen an der Ulfe auf.
Unter den im Gebiet nachgewiesenen Amphibien und Reptilien, die das vielfältige Angebot von Laichplätzen nutzen, ist der Grasfrosch die häufigste Art. Erdkröten kommen in einer kleineren Anzahl vor, ebenso wie Teich- und Bergmolch. Die Ringelnatter ist in den feuchten Bereichen der Wiesen heimisch, während Schlingnatter, Wald- und Zauneidechse die trockenen Stellen am Bahndamm besiedeln.
Unter den 27 gezählten Tagfalterarten, die das Blütenangebot in den verschiedenen Biotopen nutzen, gehören Schwalbenschwanz und Brauner Feuerfalter zu den selteneren Schmetterlingen.

## Touristische Erschließung
Von dem, an der Landstraße zwischen Weiterode und Ronshausen gelegenem Hotel „Sonnenblick“, kann auf einem Rundweg das Schutzgebiet begangen werden. Entlang der südlichen und östlichen Grenze führt der regionale Radweg „Waldhessen R15“ aus dem Fuldatal durch das Ulfetal aufwärts in das Werratal. Von dem Weg aus kann die Auenlandschaft gut eingesehen werden. Hier informiert auch eine Schautafel über das Naturschutzgebiet.